# Wurzel-Jesse-Fenster (Néry)

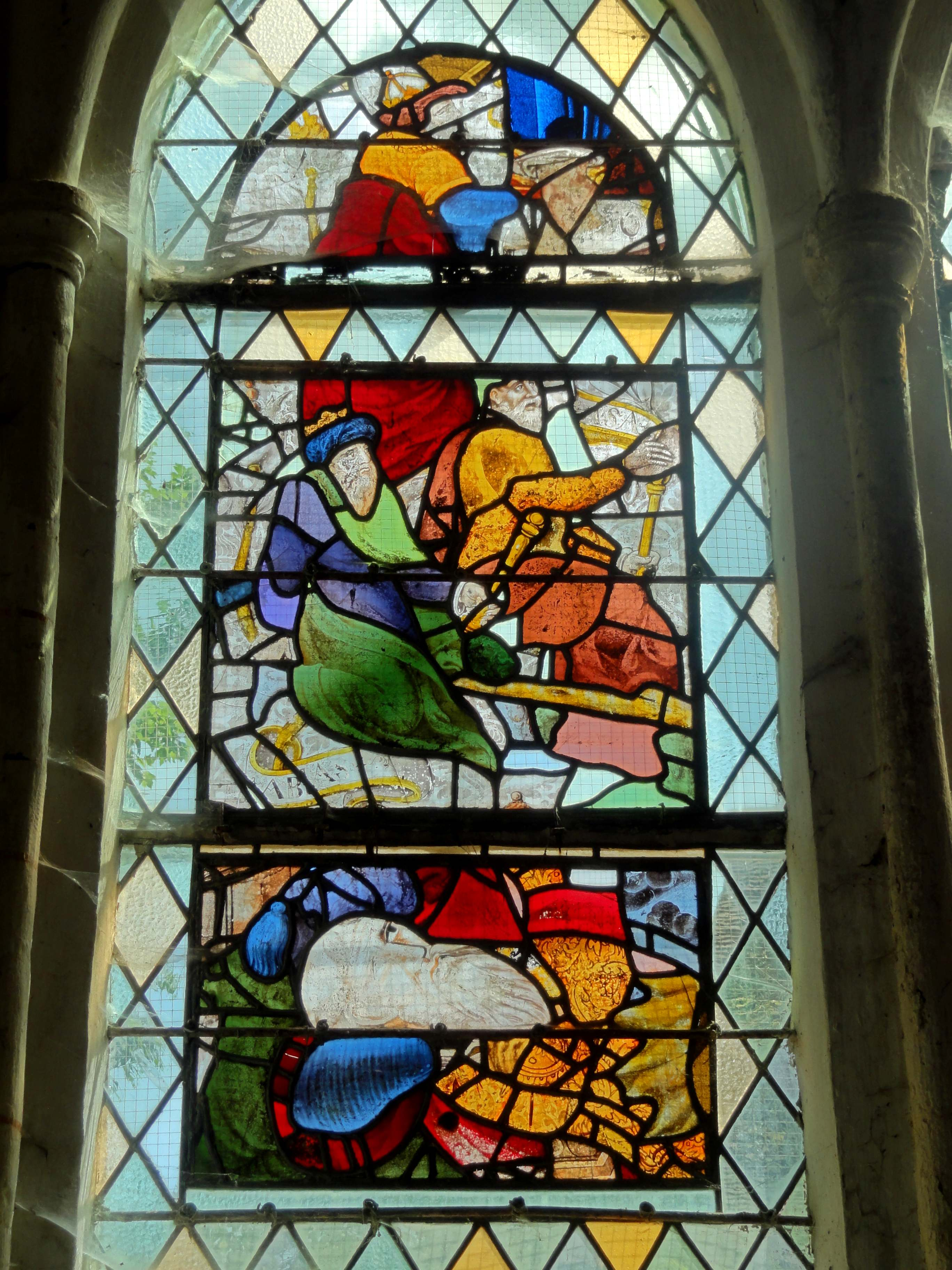
Wurzel-Jesse-Fenster in Néry

Das Wurzel-Jesse-Fenster in der katholischen Pfarrkirche St-Martin in Néry, einer Gemeinde im Département Oise der französischen Region Hauts-de-France, wurde Mitte des 16. Jahrhunderts geschaffen. Das Bleiglasfenster im Stil der Renaissance wurde im Jahr 1975 als Monument historique in die Liste der denkmalgeschützten Objekte (Base Palissy) in Frankreich aufgenommen.
Das 80 cm hohe und 40 cm breite Fenster (Nr. 2) im Chor, das nur noch als Fragment erhalten ist, stammt von einer unbekannten Werkstatt.
Die Wurzel Jesse ist ein weit verbreitetes Bildmotiv der christlichen Kunst des Mittelalters und der frühen Neuzeit. Es wird der Stammbaum Christi in Gestalt eines Baumes dargestellt, der aus der Figur Jesses herauswächst, dem Vater König Davids. Jesse wird schlafend gezeigt und als folgende Zweige des Baumes erscheinen David und weitere elf Könige Israels. Den Abschluss bildet die Darstellung Marias mit Kind.